# Stazione di Airasca
La stazione di Airasca è una stazione ferroviaria posta sulla linea Torino-Pinerolo; serve il centro abitato di Airasca e la vicina Volvera.

## Storia
La prima stazione di Airasca entrò in servizio in concomitanza con l'attivazione della linea Torino-Pinerolo, il 5 luglio 1854. Era posta alla progressiva chilometrica 16+400, circa 1,5 km più a valle rispetto a quella attuale, nelle immediate vicinanze del comune di None..
Il 30 giugno 1885 venne attivata la stazione attuale; contemporaneamente la vecchia stazione venne soppressa.

## Strutture e impianti
La stazione è dotata di uno scalo merci, non più utilizzato dai primi anni novanta. Fu collegato nel 1962 con uno raccordo allo stabilimento SKF. Tale raccordo non risulta però utilizzato da decenni ed è parzialmente interrotto nel punto di intersezione con via Piscina.

## Movimento
La stazione è servita dalla linea 2 del Servizio Ferroviario Metropolitano di Torino. In passato si effettuavano alcuni servizi regionali per Torre Pellice e per Saluzzo, soppressi rispettivamente nel 2012 e nel 1986.

## Servizi
- Biglietteria automatica
- Sala d'attesa
- Servizi igienici

## Interscambi
- Fermata autobus

Non lontano della stazione effettuano fermata alcuni servizi automobilistici provinciali.